# Marco Arment

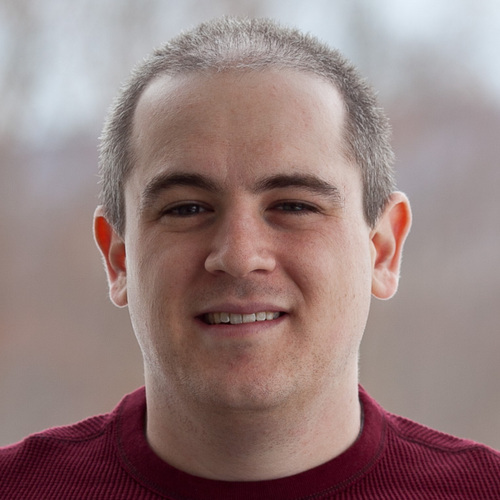
Marco Arment (2011)

Marco Arment (* 11. Juni 1982) ist ein amerikanischer iOS-Entwickler und Webdesigner sowie ein Magazin-Autor und Redakteur. Er lebt in Westchester, New York, ist Gründer von Instapaper und Mitgründer von Tumblr.

## Werdegang
Arment besuchte das Allegheny College in Meadville (Pennsylvania).
Er arbeitete seit der Gründung im Februar 2007 als Chef-Entwickler an der Blogging-Plattform Tumblr. Im September 2010 verließ er Tumblr,  um sich vollkommen auf Instapaper zu konzentrieren, einen Bookmark- und Leseservice. Arment gab am 25. April 2013 bekannt, dass er Instapaper an Betaworks verkauft hat.
Zwischen November 2010 und Dezember 2012 produzierte Arment den „Build and Analyze“-Podcast zusammen mit Dan Benjamin im 5by5 Studios-Netzwerk.
Im Oktober 2012 veröffentlichte Arment The Magazine, welches ein ca. wöchentlich erscheinendes, exklusiv für iOS entwickeltes Magazin ist.
Im Januar 2013 erreichte sein Blog, der im Dezember 2006 startete, 600.000 Seitenabrufe pro Monat.